# Amba (Mythologie)
Amba (Sanskrit अम्बा ambā) ist eine Figur der indischen Mythologie, im Mahabharata erscheint sie als älteste Tochter von Kashya, dem König von Kashi.
Sie wird mit ihren Schwestern Ambika und Ambalika von Bhishma entführt, um sie mit seinem Stiefbruder König Vichitravirya zu verheiraten. Ambika und Ambalika lassen sich gerne vermählen, Amba ist jedoch bereits dem Herrscher von Salwa versprochen, weshalb Bhishma sie wieder gehen lässt. Als sie nach Salwa kommt, wird sie dort zurückgewiesen, da wegen der Entführung Zweifel an ihrer Jungfräulichkeit bestehen. Sie wendet sich daraufhin an Bhishma und bittet ihn darum, sie zu heiraten, da er dafür verantwortlich ist, dass sie mit dem Herrscher Salwas nicht verheiratet werden konnte. Sie wird auch von Bhishma abgewiesen, da er zur Vermeidung von Thronstreitigkeiten gelobt hat, niemals zu heiraten. 
Da Amba damit jede Möglichkeit zur Eheschließung genommen wurde, zieht sie sich in die Wälder zurück und schwört auf Rache. Ihre Schwüre werden schließlich von Shiva erhört. Er verspricht ihr, dass sie Rache nehmen könne und lässt sie als den Mann Shikhandi reinkarnieren. 
Bei der Schlacht zu Kurukshetra erweist sich Bhishma als unbesiegbar. Es stellt sich heraus, dass er von keinem Mann besiegt werden kann, sondern nur von einer Frau. Als ihm im Kampf Shikhandi gegenübertritt, erkennt er Amba wieder und stellt die Kampfhandlungen ein. Er wird daraufhin von Shikandis und Arjunas Pfeilen niedergestreckt.